# Trichocerca intermedia
Trichocerca intermedia is een raderdiertjessoort uit de familie Trichocercidae. De wetenschappelijke naam van deze soort is voor het eerst geldig gepubliceerd in 1898 door Stenroos.